# Glenea griseolineata
Glenea griseolineata é uma espécie de escaravelho da família Cerambycidae. Foi descrito por Stephan von Breuning em 1956.